# John Langshaw Austin
John Langshaw Austin (Lancaster, Regne Unit, 28 de març de 1911 - Oxford, 8 de febrer de 1960) va ser un filòsof britànic, una de les figures més rellevants del que s'ha anomenat filosofia del llenguatge. A ell es deu el concepte d'acte de parla.
Austin va estudiar al Balliol College d'Oxford. El 1935 ja va començar a col·laborar en el Magdalen College. Estudiós de les llengües clàssiques, va col·laborar amb el MI6, el Servei d'Intel·ligència britànic durant la Segona Guerra Mundial. En acabar aquesta, va ocupar una plaça al costat de Ludwig Wittgenstein, especialitzant-se en la branca de filosofia del llenguatge, que fonamentalment tracta la manera en què les paraules són utilitzades per aclarir significats. No obstant això, el mateix Austin va descartar qualsevol tipus d'influència de filòsofs posteriors a Wittgenstein, considerant més proper a la filosofia del sentit comú de George Edward Moore. Va ser catedràtic de filosofia moral a Oxford entre 1952 i 1960. Se'l considera membre de l'anomenada escola d'Oxford, que seguia la filosofia del llenguatge peculiar. Per això va utilitzar el mètode empíric.
La seva obra més coneguda, publicada pòstumament (1962) és How to Do Things with Words (Com fer coses amb paraules). Aquest treball, que recull les conferències que Austin va pronunciar l'any 1955 a la Universitat Harvard, constitueix la culminació de la seva teoria dels actes de parla, en la qual estava treballant des de feia diverses dècades.
El punt de partida d'Austin és la crítica als filòsofs que erròniament van suposar que l'única rellevància d'un enunciat és descriure algun estat de coses o enunciar algun fet. Aquesta suposició comporta cometre el que Austin denomina "fal·làcia descriptiva", és a dir, obstinar en què només mantenen interès teòric els enunciats descriptius. Davant d'aquesta posició Austin planteja l'existència de dos tipus d'enunciats: constatatius i performatius. Els primers els utilitzem per descriure determinades coses, amb els segons no es constata o descriu res sinó que es realitza un acte.
Austin arriba a la teoria general partint d'una teoria especial que es fonamenta en la distinció entre constatatiu o performatiu. Segons ell, durant molt de temps s'havia suposat que l'únic fi de les emissions era el de constatar fets. Per raó d'això, només podien ser veritables o falsos. No obstant això Austin afirma que no tot enunciat és vertader o fals. Una emissió lingüística és qualsevol cosa que es digui.

## Obres (anglès i castellà)
- Otras mentes. En Austin, Ensayos filosóficos. Madrid: Revista de Occidente, 1975. 87-117. ISBN 978-84-292-8705-9
- Un alegato en pro de las excusas. En Austin, Ensayos filosóficos. Madrid: Revista de Occidente, 1975. 169-92. ISBN 978-84-292-8705-9
- Cómo hacer cosas con palabras: Palabras y acciones (How to Do Things with Words). Barcelona: Paidós, 1982. ISBN 978-84-7509-141-9 (ed. original anglesa de 1962)
- Ensayos filosóficos. Madrid: Revista de Occidente, 1975. ISBN 978-84-292-8705-9
- Sentido y percepción (Sense and sensibilia), Tecnos, Madrid, 1981. ISBN 978-84-309-0881-3 (ed. original anglesa de 1959)[1]